# Catedral de Sant Pere de Montpeller
La catedral de Sant Pere de Montpeller és una catedral catòlica del segle xiv, d'estil gòtic meridional, situada a Montpeller. Es troba a l'Écusson, el centre antic del municipi, i és el monument més important d'estil gòtic de la ciutat i l'església més gran de la regió del Occitània. És declarada monument històric l'any 1906.